# Cao Uy Khiết
Cao Uy Khiết (tiếng Trung: 高偉傑; bính âm: Gāo Wěijié; sinh ngày 24 tháng 6 năm 1997) là một cầu thủ bóng đá người Đài Loan hiện tại đang thi đấu ở vị trí tiền vệ cho câu lạc bộ Công ty Điện lực Đài Loan tại Giải bóng đá Ngoại hạng Đài Loan và Đội tuyển bóng đá quốc gia Đài Bắc Trung Hoa.

## Sự nghiệp quốc tế
Anh ra mắt quốc tế cho Đài Bắc Trung Hoa vào ngày 3 tháng 6 năm 2021, trong trận thua 2-0 tại Vòng loại giải vô địch bóng đá thế giới 2022 trước Nepal.
Vào ngày 8 tháng 6 năm 2021, anh ghi bàn thắng quốc tế đầu tiên trong trận thua 5-1 trước Úc.

## Bàn thắng quốc tế
Tỷ số và kết quả liệt kê bàn thắng đầu tiên của Đài Bắc Trung Hoa, cột điểm cho biết điểm số sau mỗi bàn thắng của Cao Uy Khiết.
| # | Thời gian          | Địa điểm                                                      | Đối thủ | Ghi bàn | Kết quả | Giải đấu                                     |
| - | ------------------ | ------------------------------------------------------------- | ------- | ------- | ------- | -------------------------------------------- |
| 1 | 8 tháng 6 năm 2021 | Sân vận động Quốc tế Jaber Al-Ahmad, Thành phố Kuwait, Kuwait | Úc      | 1–4     | 1–5     | Vòng loại giải vô địch bóng đá thế giới 2022 |